# Colle della Barma
Il Colle della Barma (in francese, Col de Barme; in patois fontainemorain, Col da Barma) è un valico alpino delle Alpi Biellesi situato tra la Provincia di Biella e la Valle d'Aosta, che collega la Valle Cervo con la Valle del Lys, ed in particolare il Santuario di Oropa con Fontainemore.

## Toponimo
Il termine Barma (o Balma) indica in patois valdostano un riparo sotto una roccia o una caverna. In vecchie pubblicazioni compare anche come Croce Grande.

## Descrizione e accesso

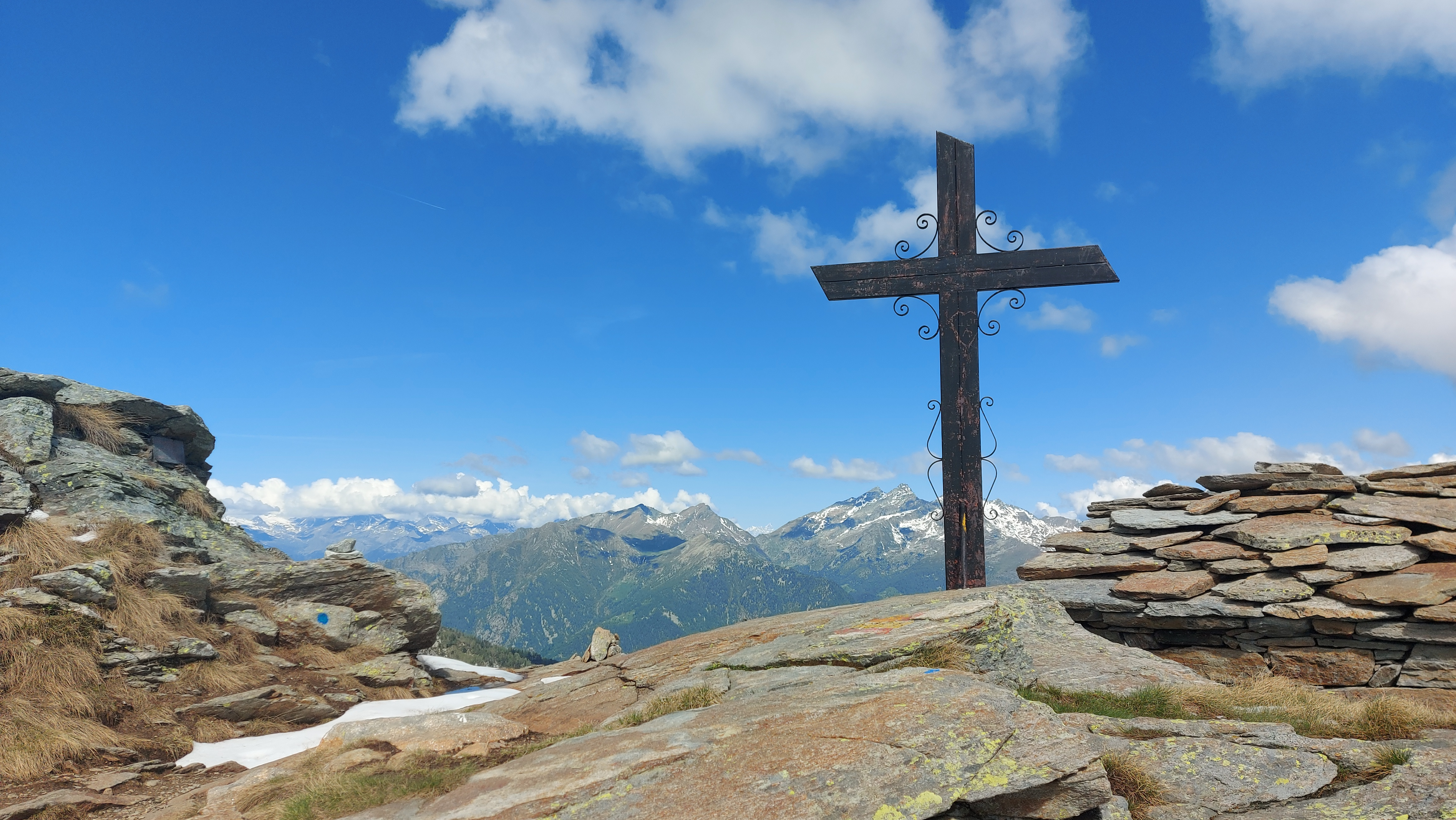
La croce situata al colle.

Il passo si apre a 2 257 m s.l.m. tra il Monte Rosso e la Punta della Barma e fa parte del crinale che dalla Punta Tre Vescovi prosegue verso sud dividendo il Biellese dalla Valle del Lys. 
L'accesso avviene per una mulattiera lastricata da Oropa o dalla frazione Pillaz di Fontainemore. Il tragitto da Oropa può essere percorso servendosi della cabinovia che sale dal santuario all'Albergo Savoia.
A ovest del colle si trova la conca che racchiude il Lago della Barma (in francese, Lac de Barme), inclusa nella Riserva naturale Mont Mars, mentre ad est del valico, al Pian di Ceva (Plan de Cléva nel patois di Fontainemore), cinque croci metalliche ricordano altrettanti alpinisti valdostani che morirono sotto una slavina.
Per il colle della Barma ogni cinque anni passa la processione da Fontainemore a Oropa.

## Escursionismo

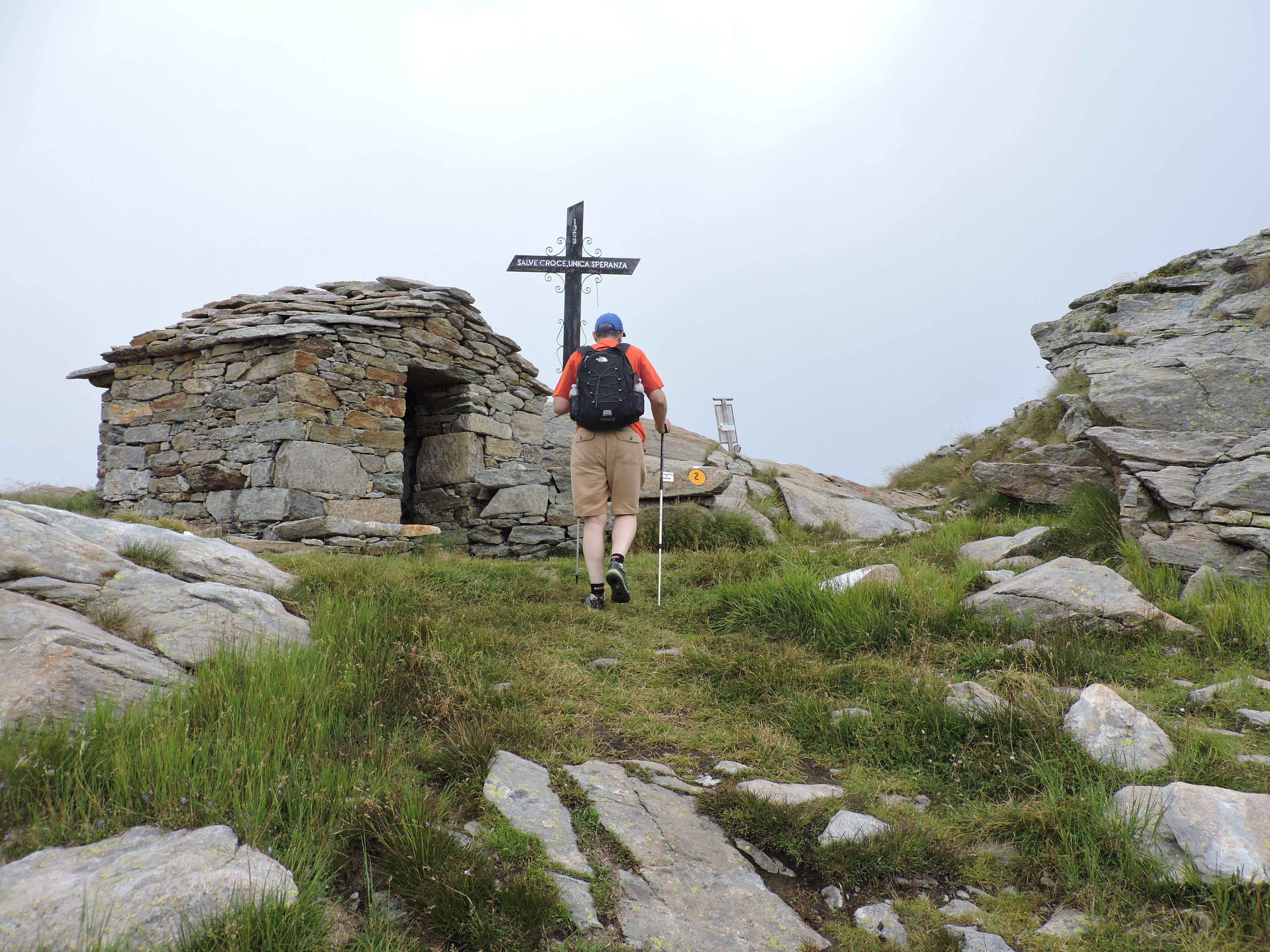
Il lato valdostano del colle

Dal colle è facilmente raggiungibile la Punta della Barma dirigendosi per cresta a nord su tracce di sentiero; lungo lo spartiacque Cervo-Lys transita anche l'Alta Via delle Alpi Biellesi, un trekking con caratteristiche in parte alpinistiche.

## Punti di appoggio
- Rifugio Rosazza
- Rifugio Barma